# Eleonora di Savoia
Eleonora di Savoia (1280 – 1324) fu una principessa di Casa Savoia che fu contessa consorte di Auxerre e di Tonnerre dal 1292 al 1304, poi signora di Sainte-Hermine dal 1305 al 1317 e infine contessa consorte di Forez dal 1317 alla sua morte.

## Origine
Eleonora, secondo lo storico francese Samuel Guichenon nel suo Histoire généalogique de la royale maison de Savoie, era la figlia femmina secondogenita di Amedeo V, Conte di Savoia, d'Aosta e di Moriana, e della sua prima moglie, Sibilla o Simona di Baugé, che sempre secondo la Samuel Guichenon era l'unica figlia del signore di Baugé e della Bresse, Guido II di Baugé, mentre per quanto riguarda la madre tra gli storici non vi è concordanza, ma fu Dauphine di Saint-Bonnet e non Beatrice del Monferrato, figlia di Guglielmo VI del Monferrato; la conferma che la madre di Sibilla fu Dauphine ci è data da due  documenti del Titres de la maison ducale de Bourbon, il n° 595, in cui Dauphine (Dauphine dame de Saint-Bonnet) si cita come la madre di Sibilla moglie di Amedeo di Savoia (mariage de sa fille Sibille avec Amedée de Savoie) e il documento n° 607, in cui Dauphine (Dauphine dame de Saint-Bonnet le Château, femme de Pierre de la Roue chevalier) viene citata come madre di Sibilla (Sibille femme d´Amedée de Savoie), la quale Dauphine, ancora secondo Samuel Guichenon, era figlia di Renato di Lavieu, Signore di Saint-Bonnet, di Miribel et di Jordaine (fille unique et héritière de René de Lavieu, chevalier, seigneur de Saint-Bonnet et de Miribel et de Jordaine) e della moglie (sa femme).
Amedeo V di Savoia, secondo Samuel Guichenon, era il figlio maschio secondogenito di Tommaso II, signore del Piemonte, Conte di Savoia, d'Aosta e di Moriana, Conte di Fiandra e di Hainaut e della sua seconda moglie, Beatrice Fieschi, che era la terza figlia femmina di Teodoro Fieschi, conte di Lavagna, e della di lui consorte Simona de Volta di Capo Corso.

## Biografia
Il suo prozio, il conte di Savoia Filippo I, benemerito della Chiesa cattolica, si spense il 15 o il 16 agosto 1285 nel castello di Rossillon nel Bugey, tra Lione e Ginevra; Il necrologio delle Maurienne Chartes, Obituaire du Chapitre de Saint-Jean-de-Maurienne riporta la morte di Filippo (dni Philippi quondam comitis Sabaudie) il 16 agosto  (XVI Kal Sep.); suo padre, Amedeo gli succedette come Amedeo V.
La politica matrimoniale del padre, abile diplomatico, la destinò a sposarsi tre volte. Eleonora infatti apparteneva alla grande dinastia dei Savoia e dunque le sue unioni matrimoniali, come quelle dei suoi numerosi fratelli, erano finalizzate a creare alleanze tra la sua famiglia e le altre nobili casate europee.
Il primo matrimonio venne celebrato il 12 gennaio 1292, a Parigi, con il conte Guglielmo I di Chalon, conte di Auxerre e di Tonnerre, che era figlio di Giovanni, conte di Chalon e signore di Salins e di Alice di Borgogna, contessa di Auxerre; il contratto di matrimonio fu redatto quello stesso anno giorno, il sabato seguente la festa dell'Epifania, per potersi sposare era stata necessaria una dispensa papale che, secondo Samuel Guichenon, era stata rilasciata il 7 gennaio 1290.
All'inizio del 1294 sua madre Sibilla (Sibilla comitissa Sabaudiæ, dominaque Baugiaci, uxor illustris viri domini Amedei comitis Sabaudiæ) fece testamento, che è riportato nelle Preuves de l'Histoire généalogique de la royale maison de Savoie, in cui destina vari lasciti, tra cui il marito e ai cinque figli ancora in vita, tra cui Eleonora ed il marito (filiæ nostræ Elyonori, Guillermo comiti Altissiodorensi eius marito) ed a un figlio, che avrebbe dovuto partorire (illum quem gestamus in utero).
Suo marito, Guglielmo, fu al seguito del re di Francia Filippo IV il Bello nella guerra che condusse contro il Conte di Fiandra Guido di Dampierre e trovò la morte nella Battaglia di Mons-en-Pévèle del 16 agosto 1304
Un anno dopo essere rimasta vedova, Eleonora, nel 1305, venne di nuovo data in sposa al nobile Dreux IV de Mello, signore di Sainte-Hermine, figlio Dreux III de Mello, signore di Saint-Bris-des-Bois e della sua seconda moglie, Eustachia di Lusignano; Dreux IV de Mello era vedovo di Jeanne de Toucy dalla quale aveva avuto la figlia Jeanne.
Questo matrimonio viene indirettamente confermato da un intervento del re Filippo IV il Bello, che chiese a Giovanni, padre del suo primo marito, di intervenire economicamente a favore di Eleonora, ora signora de Mello.
Nel 1307 suo padre Amedeo fece testamento, in cui dichiarava suo erede universale nel Contado di Savoja, il figlio di primo letto, Edoardo (Odorado suo figlio primogenito), e definiva anche i vari lasciti sia ai figli di primo letto, tra i quali Eleonora (Eleonora, Margarita, ed Agnes sue figlie) che eventuali di secondo letto (nascituri da Maria di Brabant, sua seconda Consorte).
Di nuovo vedova nel 1317, Eleonora contrasse il terzo matrimonio alcuni mesi dopo con Giovanni I di Forez che, come risulta da testamento del padre, era figlio di Guido conte di Forez e di Giovanna di Montfort (ca. 1260 - 1300), figlia di Filippo di Montfort Signore di Castres e di la Ferté-Alais e della moglie Giovanna di Levis, come risulta dal documento n° 5295 del Recueil des chartes de l'abbaye de Cluny. Tome 6 (Giovanna di Montfort era stata poi la moglie del Barone di Vaud, Luigi I di Savoia-Vaud, come risulta dal testamento di Giovanna.
Eleonora morì nel 1324 circa; secondo Samuel Guichenon, era ancora viva nel 1325.

## Figli
Eleonora a Guglielmo I di Chalon diede due figli:
- Giovanni II (1292-1362), destinato a succedere al padre;
- Giovanna[23] (1300-1360), contessa di Tonnerre e sposa di Roberto di Borgogna[24].

Eleonora diede al Dreux IV de Mello una figlia:
- Margherita (dopo il 1305-1360), data in sposa prima a Maurizio de Craon e poi a Giovanni II di Chalon signore di Arlay.

Eleonora a Giovanni I di Forez non diede figli.

## Ascendenza
|                        |                    |                                | Genitori                   |  |  | Nonni |  |  | Bisnonni            |  |  | Trisnonni             |  |
|                        |                    |                                |                            |  |  |       |  |  | Tommaso I di Savoia |  |  | Umberto III di Savoia |  |
|                        |                    |                                |                            |  |  |       |  |  | Tommaso I di Savoia |  |  | Umberto III di Savoia |  |
|                        |                    | Beatrice di Mâcon              |                            |  |  |       |  |  | Tommaso I di Savoia |  |  |                       |  |
| Tommaso II di Savoia   |                    |                                |                            |  |  |       |  |  | Tommaso I di Savoia |  |  |                       |  |
|                        |                    | Margherita di Ginevra          | Guglielmo I di Ginevra     |  |  |       |  |  |                     |  |  |                       |  |
|                        |                    | Margherita di Ginevra          | Guglielmo I di Ginevra     |  |  |       |  |  |                     |  |  |                       |  |
|                        |                    | Margherita di Ginevra          | Beatrice di Faucigny       |  |  |       |  |  |                     |  |  |                       |  |
| Amedeo V di Savoia     |                    | Margherita di Ginevra          |                            |  |  |       |  |  |                     |  |  |                       |  |
|                        |                    | Teodoro III Fieschi di Lavagna | Ugo Fieschi di Lavagna     |  |  |       |  |  |                     |  |  |                       |  |
|                        |                    | Teodoro III Fieschi di Lavagna | Ugo Fieschi di Lavagna     |  |  |       |  |  |                     |  |  |                       |  |
|                        |                    | Teodoro III Fieschi di Lavagna | Brumisan di Grillo         |  |  |       |  |  |                     |  |  |                       |  |
| Beatrice Fieschi       |                    | Teodoro III Fieschi di Lavagna |                            |  |  |       |  |  |                     |  |  |                       |  |
|                        |                    | Simona della Volta             | Raimondo della Volta       |  |  |       |  |  |                     |  |  |                       |  |
|                        |                    | Simona della Volta             | Raimondo della Volta       |  |  |       |  |  |                     |  |  |                       |  |
|                        |                    | Simona della Volta             | …                          |  |  |       |  |  |                     |  |  |                       |  |
| Eleonora di Savoia     |                    | Simona della Volta             |                            |  |  |       |  |  |                     |  |  |                       |  |
|                        | Renaud IV de Baugé | Ulrico II de Baugé             |                            |  |  |       |  |  |                     |  |  |                       |  |
|                        | Renaud IV de Baugé | Ulrico II de Baugé             |                            |  |  |       |  |  |                     |  |  |                       |  |
|                        | Renaud IV de Baugé | Alexandrine de Bourgogne       |                            |  |  |       |  |  |                     |  |  |                       |  |
| Guido II de Baugé      | Renaud IV de Baugé |                                |                            |  |  |       |  |  |                     |  |  |                       |  |
|                        |                    | Sibylle de Beaujeu             | Guicciardo IV de Beaujeu   |  |  |       |  |  |                     |  |  |                       |  |
|                        |                    | Sibylle de Beaujeu             | Guicciardo IV de Beaujeu   |  |  |       |  |  |                     |  |  |                       |  |
|                        |                    | Sibylle de Beaujeu             | Sibylle de Hainaut         |  |  |       |  |  |                     |  |  |                       |  |
| Sibilla de Baugé       |                    | Sibylle de Beaujeu             |                            |  |  |       |  |  |                     |  |  |                       |  |
|                        |                    | Guglielmo VI del Monferrato    | Bonifacio I del Monferrato |  |  |       |  |  |                     |  |  |                       |  |
|                        |                    | Guglielmo VI del Monferrato    | Bonifacio I del Monferrato |  |  |       |  |  |                     |  |  |                       |  |
|                        |                    | Guglielmo VI del Monferrato    | Elena di Busca             |  |  |       |  |  |                     |  |  |                       |  |
| Beatrice di Monferrato |                    | Guglielmo VI del Monferrato    |                            |  |  |       |  |  |                     |  |  |                       |  |
|                        |                    | Berta di Clavesana             | Bonifacio di Clavesana     |  |  |       |  |  |                     |  |  |                       |  |
|                        |                    | Berta di Clavesana             | Bonifacio di Clavesana     |  |  |       |  |  |                     |  |  |                       |  |
|                        |                    | Berta di Clavesana             | …                          |  |  |       |  |  |                     |  |  |                       |  |
|                        |                    | Berta di Clavesana             |                            |  |  |       |  |  |                     |  |  |                       |  |

### Fonti primarie
- (LA)  Chartes du diocèse de Maurienne
- (LA)  Histoire généalogique des Sires de Salins, Tome I.
- (LA)  (FR)  Preuves de l'Histoire généalogique de la royale maison de Savoie, justifiée par titres, ..par Guichenon, Samuel

### Letteratura storiografica
- Hilda Johnstone, "Francia: gli ultimi Capetingi", cap. XV, vol. VI (Declino dell'impero e del papato e sviluppo degli stati nazionali) della Storia del Mondo Medievale, 1999, pp. 569–607.
- (FR)  Histoire de Savoie, d'après les documents originaux,... par Victor ... Flour de Saint-Genis. Tome 1
- (FR)  Histoire généalogique de la royale maison de Savoie, justifiée par titres, ..par Guichenon, Samuel
- (FR)  Titres de la maison ducale de Bourbon
- (FR)  Histoire des ducs de Bourgogne et des comtes de Forez
- (FR)  Histoire des ducs de Bourgogne de la race capétienne, tome VI.
- (FR)  Histoire généalogique des ducs de Bourgogne de la maison de France.
- (IT)  Museo scientifico, letterario ed artistico:Beatrice Fieschi, pagg. 53 e 54
- (IT)  Testamenti di sovrani e principi di Savoia Archiviato il 18 ottobre 2021 in Internet Archive.